# Klemens
Klemens, eller Clemens, är ett mansnamn av latinskt ursprung med betydelsen 'nådig' eller 'mild'. Namnet har använts i Sverige sedan 1200-talet och var mycket vanligt under medeltiden. Sitt starkaste fäste hade namnet i Norrland[när?], där det även var vanligt som förnamn bland samer. Sin starkaste period hade Klemens på 1950-talet och nuförtiden är namnet ovanligt. Högst några enstaka pojkar får namnet som tilltalsnamn varje år.
Den 31 december 2008 fanns det totalt 524 personer i Sverige med namnet Klemens eller Clemens, varav 155 med det som tilltalsnamn/förstanamn. År 2003 fick 5 pojkar namnet, varav 2 fick det som tilltalsnamn.
Många påvar har burit namnet och det är för att hedra Clemens I, en biskop i Rom som enligt legenden led martyrdöden år 102, som namnet återfinns i almanackan. 
Namnsdag: 23 november (sedan medeltiden)

## Personer med namnet Klemens/Clemens
- Clemens I, förmodad författare av Första Clemensbrevet
- Clemens II, påve 1046-1047
- Clemens III, påve 1187-1191
- Clemens III (motpåve)
- Clemens IV, påve 1265-1268
- Clemens V, påve 1305-1314
- Clemens VI, påve 1342-1352
- Clemens VII, påve 1523-1534
- Clemens VII (motpåve)
- Clemens VIII, påve 1592-1605
- Clemens VIII (motpåve)
- Clemens VII (motpåve)
- Clemens IX, påve 1667-1669
- Clemens X, påve 1670-1676
- Clemens XI, påve 1700-1721
- Clemens XII, påve 1730-1740
- Clemens XIII, påve 1758-1769
- Clemens XIV, påve 1769-1774
- Klemens av Alexandria
- Klemens av Ohrid, helgon
- Clemens Brentano, tysk författare
- Klemens Jónsson
- Clemens Klotz
- Clemens Krauss, österrikisk dirigent
- Klemens von Metternich
- Clemens Paal